# Daniel Pollack
Pour les articles homonymes, voir Pollack.
Daniel Pollack est un pianiste et pédagogue américain né en 1935. C'est le premier Américain à enregistrer pour le label russe Melodiya et certains de ses enregistrements se sont vendus à des millions d'exemplaires dans l'ex-Union soviétique.

## Biographie
Pollack commence ses études à 4 ans et fait ses débuts avec l'Orchestre philharmonique de New York à 9 ans, en exécutant le concerto pour piano No. 1 de Chopin. Il est diplômé de la Juilliard School et un élève de la classe de Rosina Lhévinne. Il poursuit un troisième cycle à la Hochschule für Musik de Vienne avec Bruno Seidlhofer, à l’Accademia Musicale Chigiana de Sienne, avec Guido Agosti, et fut sélectionné parmi 12 pianistes internationaux pour participer à un masterclass spécial Beethoven de Wilhelm Kempff à Positano en Italie.
Pollack attire l'attention du monde musical lorsqu'il remporte le Concours international Tchaïkovski à Moscou. Puis il se produit comme concertiste en Union soviétique et devient le premier Américain à enregistrer pour le label Melodiya. Plus tard ses enregistrements sont réédités sous différents labels, notamment pour Columbia Records.
Parmi ses performances les plus marquantes en tant que soliste avec des orchestres du monde entier figurent celles avec le chef Valery Guerguiev et l'Orchestre Marinsky à Saint-Pétersbourg (Russie), dans le cadre du festival White Nights; avec Iouri Simonov et l'Orchestre philharmonique de Moscou.
Sa carrière l'amène à se produire sur les cinq continents – Amérique du Nord, Europe, Asie, Amérique du sud et Afrique. Aux États-Unis, avec l'Orchestre philharmonique de New York, l'Orchestre philharmonique de Los Angeles, l'Orchestre symphonique de Baltimore, l'Orchestre symphonique du Minnesota, l'Orchestre symphonique de San Francisco; en Europe avec l'Orchestre philharmonique royal de Londres, le Bergen Symphony en Norvège, en Asie avec l'Orchestre Philharmonique de Séoul, celui de Hong Kong, en Amérique du Sud avec le National Symphony Orchestra de Bogota, l'orchestre symphonique de Montevideo, parmi d'autres.
En récital, il se produit dans les plus grands lieux du monde, dont le Teatro Colón à Buenos Aires, l'Arts Center de Séoul, le Bolshoi à Moscou, le Carnegie Hall à New York, le Chicago's Orchestra Hall, le Music Center à Los Angeles. Il est également invité à Klin (Russie) dans la maison où vécut Tchaïkovski, aujourd'hui un musée consacré au compositeur, jouant sur le piano ayant appartenu au musicien, et à une commémoration américaine donnée en l'honneur du centenaire de la naissance du président Harry Truman.
Pollack est très demandé comme jury des concerts internationaux. Il participe à plusieurs reprises au Concours international Tchaïkovski à Moscou, au Concours Queen Elizabeth à Bruxelles; ainsi qu'à des concours à Montréal, Canada ; Leeds, Angleterre; Concours Ciurlionis à Vilnius, Lituanie ; Concours International Maria Callas à Athènes; Concours international de piano Gina Bachauer, à Salt Lake City ; concours Hamamatsu et Sonoda au Japon ; UNISA à Pretoria, Afrique du Sud ; Concours Prokofiev à Saint-Pétersbourg ; et le concours Rachmaninov à Moscou.
Dans un portrait réalisé par le New York Times intitulé Pollack, l'homme au piano, élu du cœur des Russes avec un encadré : « Il est désormais une légende en Russie. » Un autre portrait du International Herald Tribune titrait Une histoire d'amour musicale avec la Russie. Pollack a occupé plusieurs fois la fonction d'artiste en visite pour la Juilliard School, l'Université Columbia et la Yale School of Music. Pollack est professeur à l'école de musique de Thornton à l'Université de Californie du Sud.

## Discographie
Le CD Colors, paru en 2007, propose des œuvres de Schumann et Liszt et a été acclamé par la critique. Son disque Les Enregistrements légendaires de Moscou de 1958 et 1961, paru en 2002 aux éditions Cambria, présente des enregistrements des premières performances de Pollack, d'après les bandes archivées du label russe Melodya – enregistrements vendus à des millions d'exemplaires dans l'ex-Union soviétique pendant plusieurs décennies.
Parmi d'autres sorties internationales, les œuvres complètes pour piano solo de Samuel Barber pour Naxos, qui ont été qualifiées de « piano prodigieux d'énergie ardente, à l'articulation et d'un élan dynamique ».
D'autres disques comprennent un récital consacré à Chopin, paru chez Sony.